# Carmena
Carmena település Spanyolországban, Toledo tartományban. Carmena Alcabón, Santo Domingo-Caudilla, Escalonilla, La Puebla de Montalbán, El Carpio de Tajo, La Mata és Santa Olalla községekkel határos. Lakosainak száma 836 fő (2024).

## Népesség
A település népessége az utóbbi években az alábbiak szerint változott:
| Lakosok száma | 817  | 847  | 915  | 889  | 839  | 790  | 743  | 743  | 777  | 836  |
|               | 2001 | 2004 | 2007 | 2009 | 2012 | 2014 | 2017 | 2019 | 2022 | 2024 |